# Johan Sundström (professor)

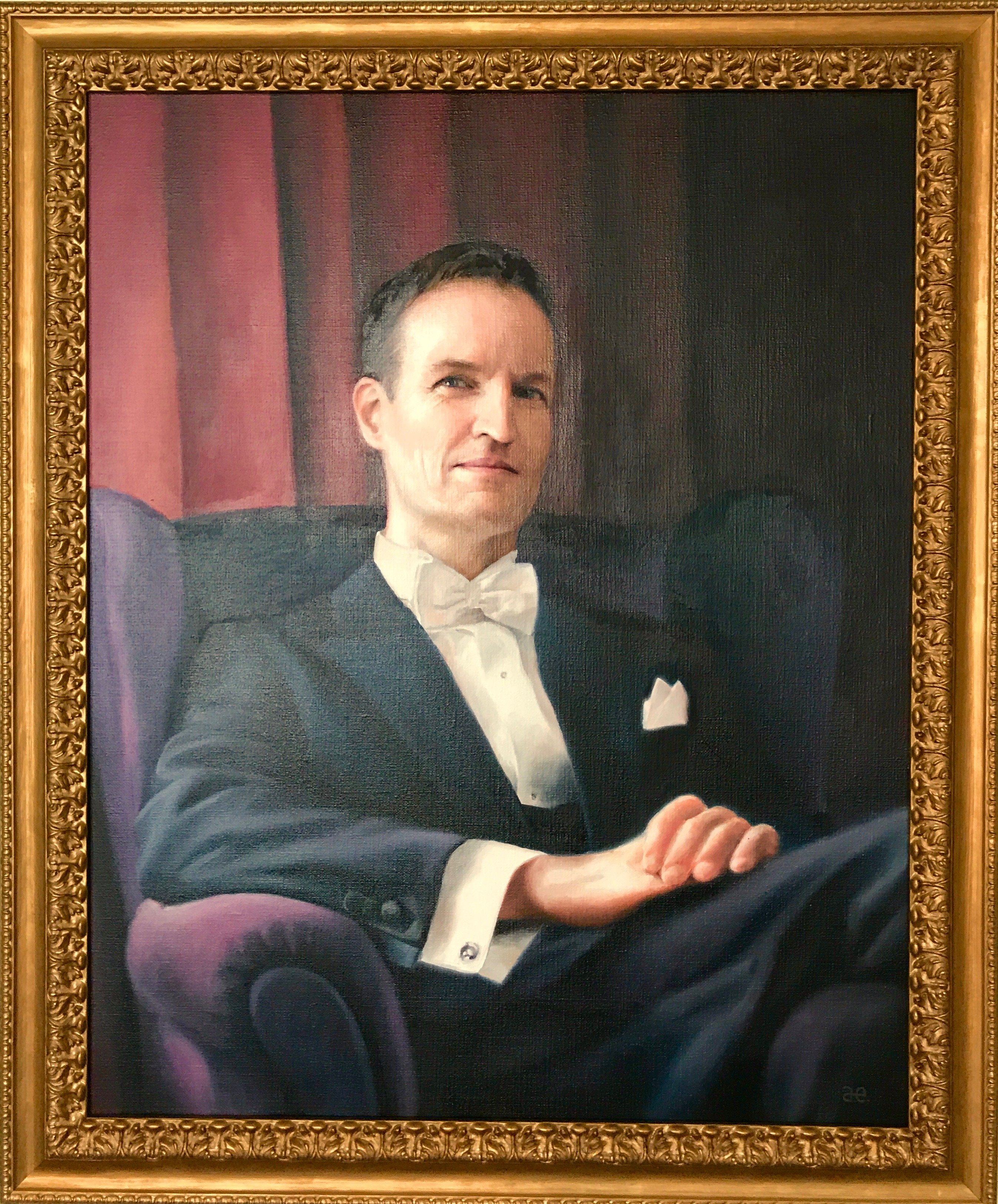
Johan Sundström, porträtt i olja. Andreas Englund, 2016.

Lars Johan Sundström, född 17 mars 1971, är en svensk specialistläkare i kardiologi vid Akademiska sjukhuset och professor i epidemiologi vid Uppsala universitet. Han avlade läkarexamen 1997 vid Karolinska institutet, disputerade på avhandlingen Left Ventricular Hypertrophy and the Insulin Resistance Syndrome år 2001, blev docent 2005, och professor 2015. Sundström var Inspektor vid Västmanlands-Dala nation 2011-2016 och är medlem av Kungliga Vetenskaps-Societeten i Uppsala. 